# سخينوسا
سخينوسا ((باليونانية: Σχοινούσα)‏, pronounced ‎[sçiˈnusa]‏) هي جزيرة وتجمع سكاني تقع في منطقة كيكلادس في اليونان. تقع جنوب جزيرة ناكسوس، في مجموعة جزر Lesser Cyclades. كان عدد سكانها 256 نسمة حسب تعداد 2011. أما مساحتها فتبلغ 8.512 كيلومتر مربع (3 ميل2).
ثمة ثلاث تجمعات سكانية في سخينوسا، تشورا وهي عاصمة الجزيرة، وميساريا وميرسيني حيث يقع الميناء. اشتقاق الاسم غير معروف على وجه التحديد. يعتقد أن الاسم مشتق من الاسم القديم لأحد نبلاء البندقية «شينوزا». كانت سخينوسا مأهولة بالسكان منذ العصور القديمة. يوجد على الجزيرة مواقع ذات أهمية تاريخية حيث فيها آثار يونانية قديمة ورومانية قديمة وبقايا كنيسة من الإمبراطورية البيزنطية وقلعة صغيرة من العصور الوسطى.

## السكان
| سنة التعداد | عدد السكان |
| ----------- | ---------- |
| 2001        | 206        |
| 2011        | 256        |

## الصور

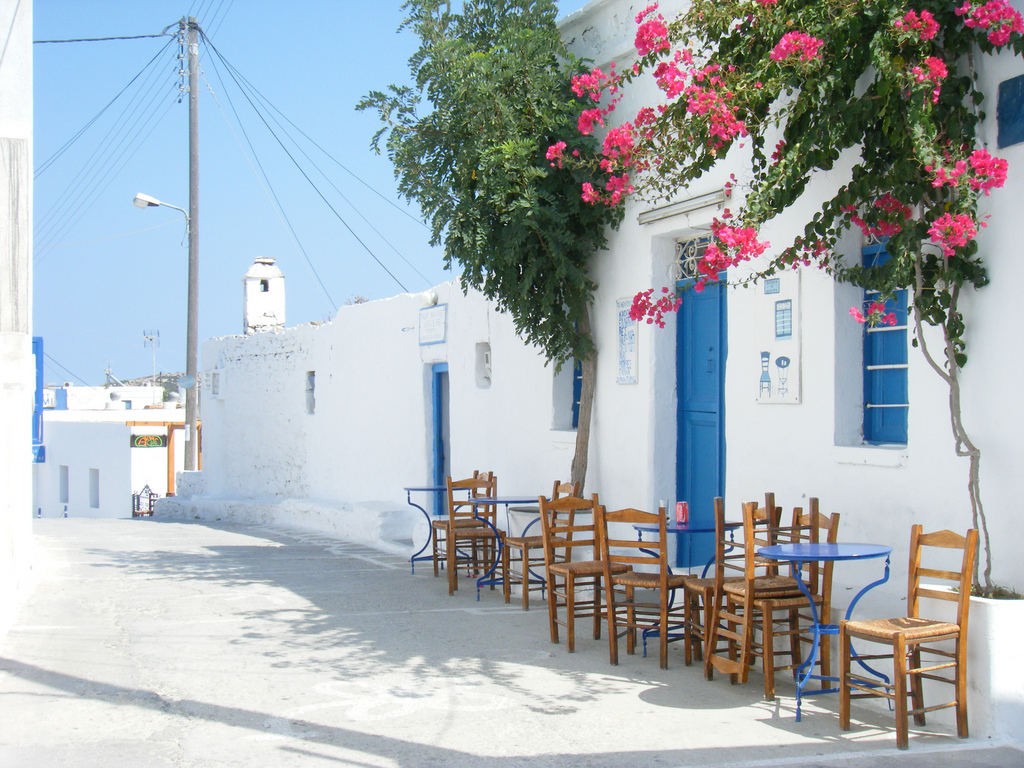
القرية
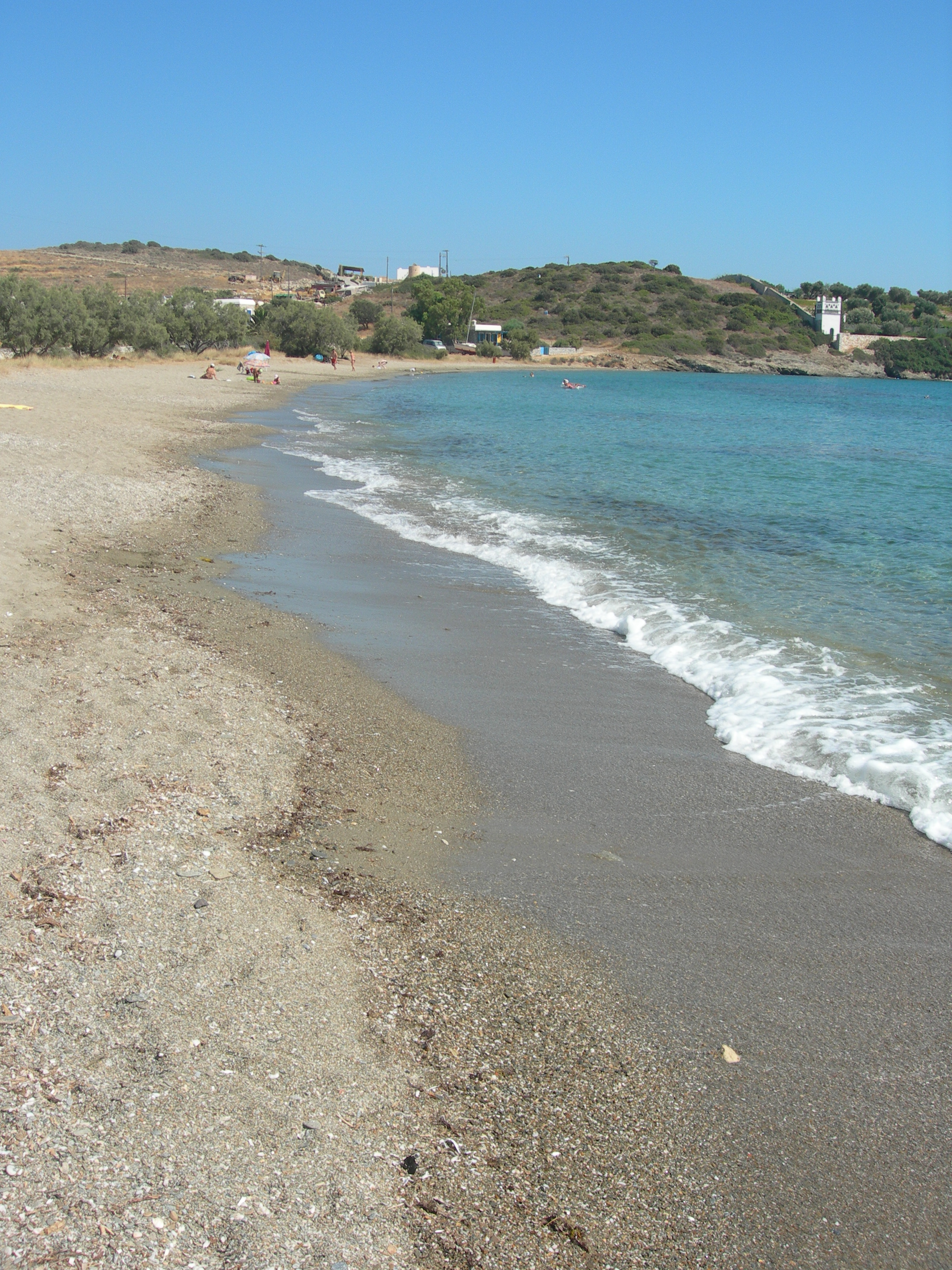
شاطئ ليفادي
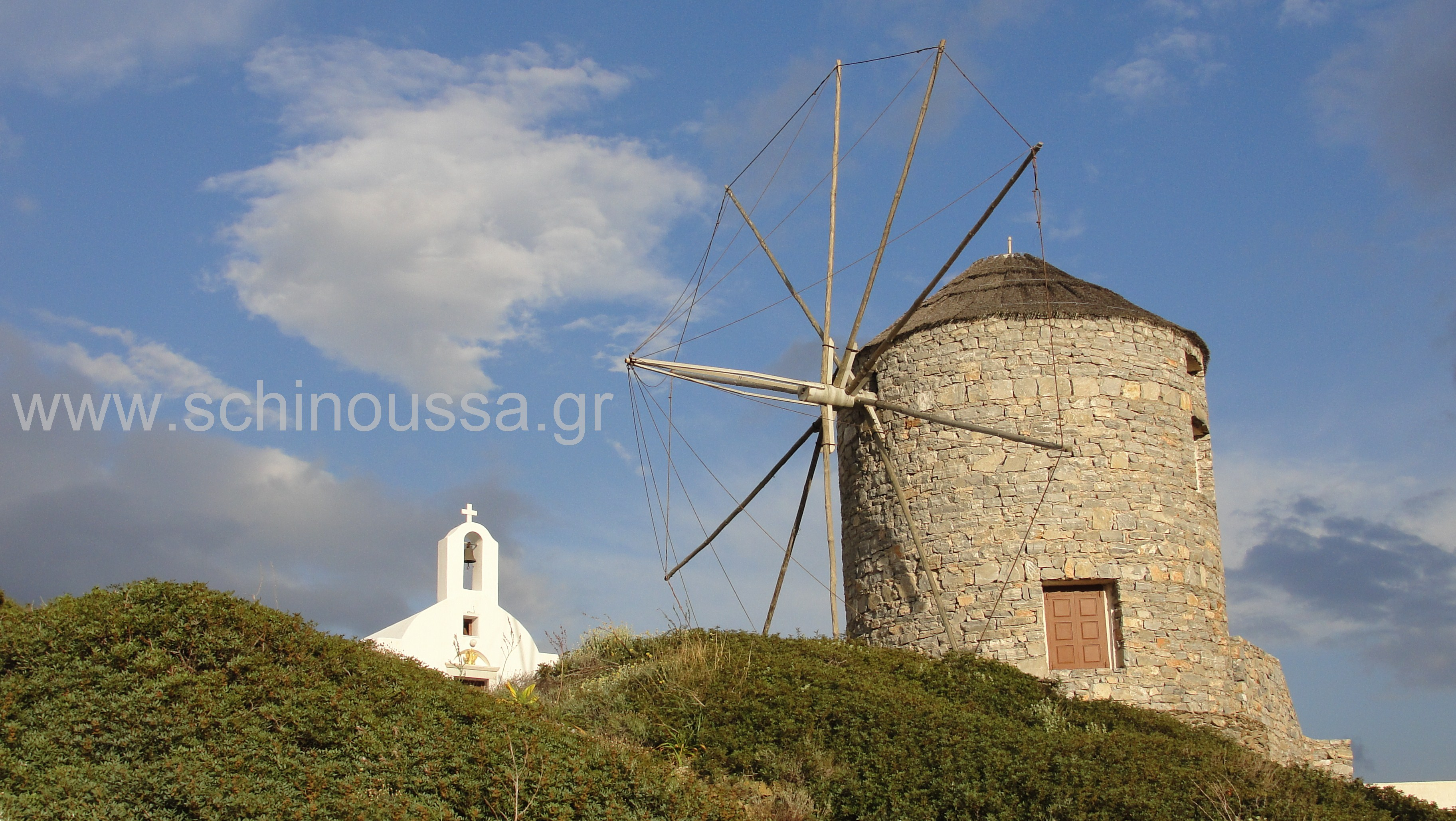
طاحونة هواء-كنيسة تقليدية
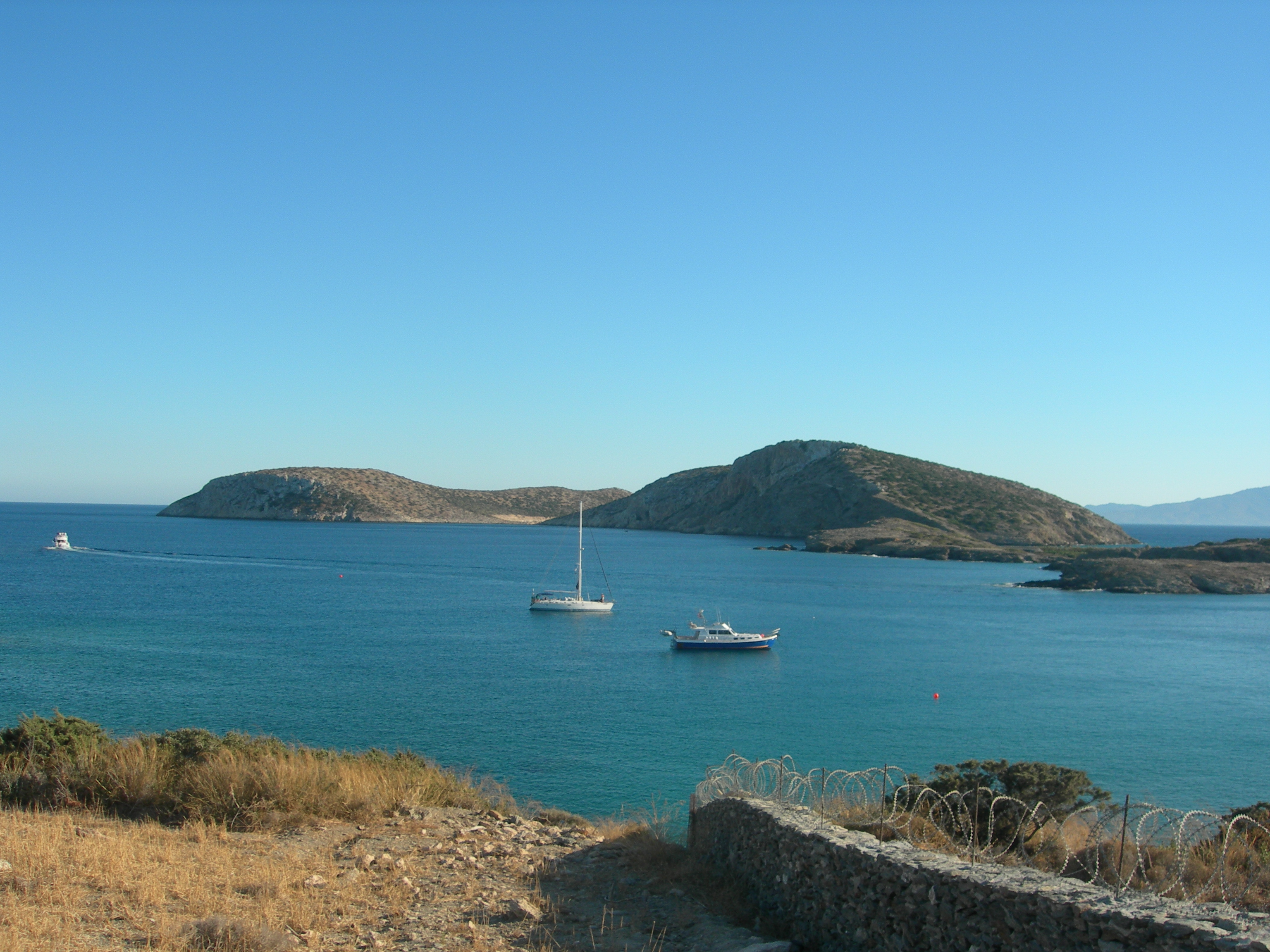
سخينوسا والجزر المجاورة

## روابط خارجية
- موقع اليونان الرسمي  (بالإنجليزية) (باليونانية)